# Isabelle Schad

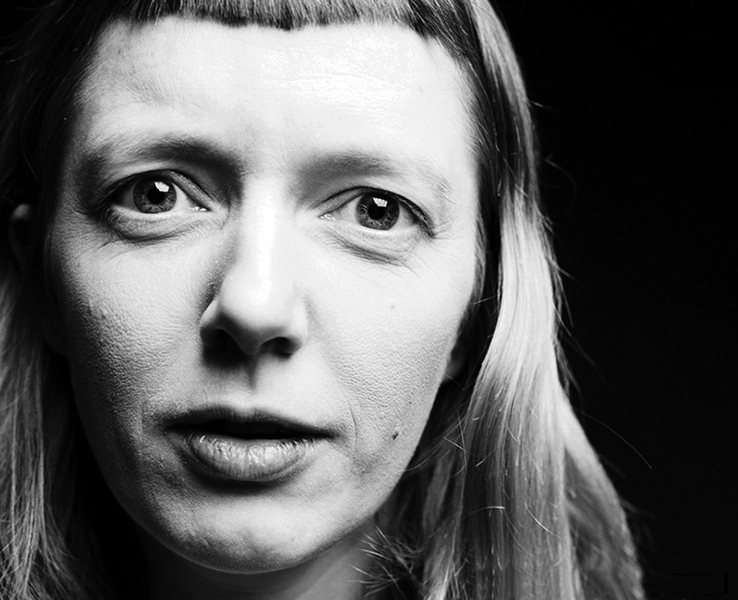
Isabelle Schad

Isabelle Schad (* 21. April 1970 in Stuttgart) ist eine deutsche Tänzerin und Choreografin.

## Leben und Wirken
Isabelle Schad studierte von 1981 bis 1990 klassischen Tanz in Stuttgart. Danach tanzte sie sechs Jahre für verschiedene Ballettcompagnien, bevor sie Mitglied von Ultima Vez (Wim Vandekeybus) in Brüssel wurde und mit Choreographen wie Olga Mesa, Angela Guerreiro, Felix Ruckert und Eszter Salamon arbeitete. Seit 1999 kreiert sie ihre eigenen choreographischen Arbeiten und Projekte, die international gezeigt werden.
Schad gründete 2003 zusammen mit Bruno Pocheron und Ben Anderson das internationale Künstlernetzwerk und Projekt „Good Work“ und entwickelte im Rahmen dieser Reihe verschiedene Arbeiten, u. a. mit Manuel Pelmus, Frédéric Gies und Hanna Hedman. 2006 kreierte sie ein Stück in Zusammenarbeit mit Germana Civera und Laurent Goldring und ein Solo in Zusammenarbeit mit Dalija Acin, das u. a. zur Balkan Plattform nach Athen eingeladen wurde. Im Jahr 2005 rief sie mit Alice Chauchat, Frédéric Gies, Frédéric de Carlo, Odile Seitz ein offenes Kollektiv namens „Praticable“ ins Leben.
Sie ist außerdem Mitbegründerin des „Vereins Wiesen 55“ – einer Gruppe von Künstlern, die in den Bereichen Choreographie, Tanz, Lichtdesign, Bildhauerei, und Multimedia tätig sind. Gemeinsam betreiben sie den Produktionsort Wiesenburg-Halle.
Schad unterrichtet innerhalb ihrer Gruppenarbeiten und zudem unter anderem am HZT (Hochschulübergreifendes Zentrum Tanz Berlin) in Köln, Helsinki und Stockholm sowie weltweit im Rahmen von Workshops oder Kurzzeitprojekten der Goethe-Institute. Im von ihr entwickelten Format der Open Practice Sessions (OPS) werden Körperpraxis, Training und choreographische Arbeit ins Verhältnis gesetzt und vermittelbar gemacht.
Schad war Jury-Mitglied beim Internationalen Choreographen-Wettbewerb in Sofia sowie Mentorin bei DanceWeb 2011 und Performing Arts Programm (PAP) Berlin. Sie erhielt zahlreiche Artist-in-Residence-Aufenthalte, u. a. im Podewil/TanzWerkstatt Berlin, Espace Pier Paolo Pasolini und Monty Antwerpen. Sie erhielt zahlreiche Stipendien, Nominierungen und Auszeichnungen wie „Hoffnungsträgerin des Jahres“, „Choreographin des Jahres“ sowie eine Ehrung für herausragende künstlerische Entwicklungen im zeitgenössischen Tanz im Rahmen des Deutschen Tanzpreises 2019.

## Projekte und Werke (Auswahl)

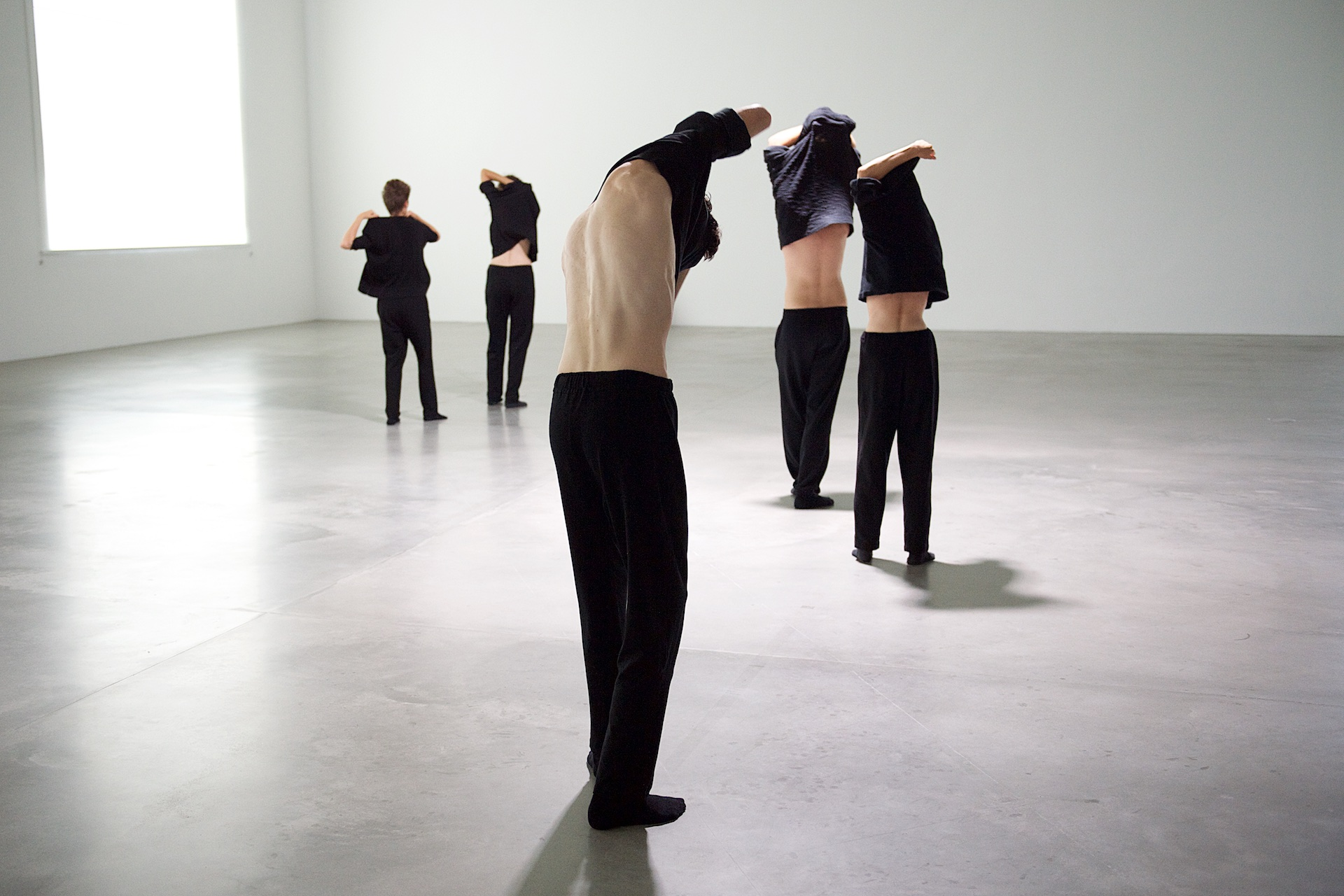
Inside Out Kindl Museum Berlin

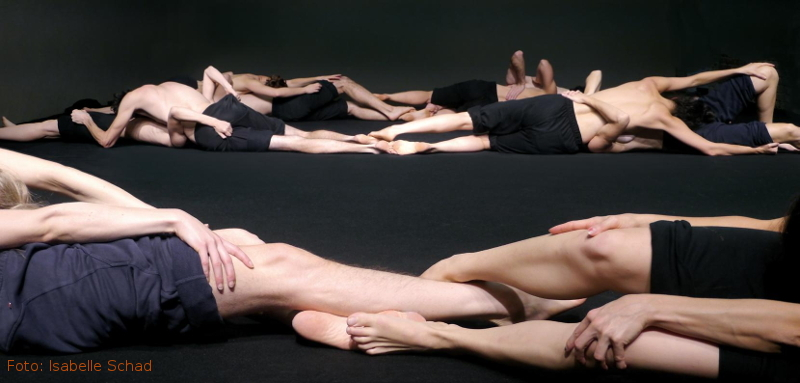

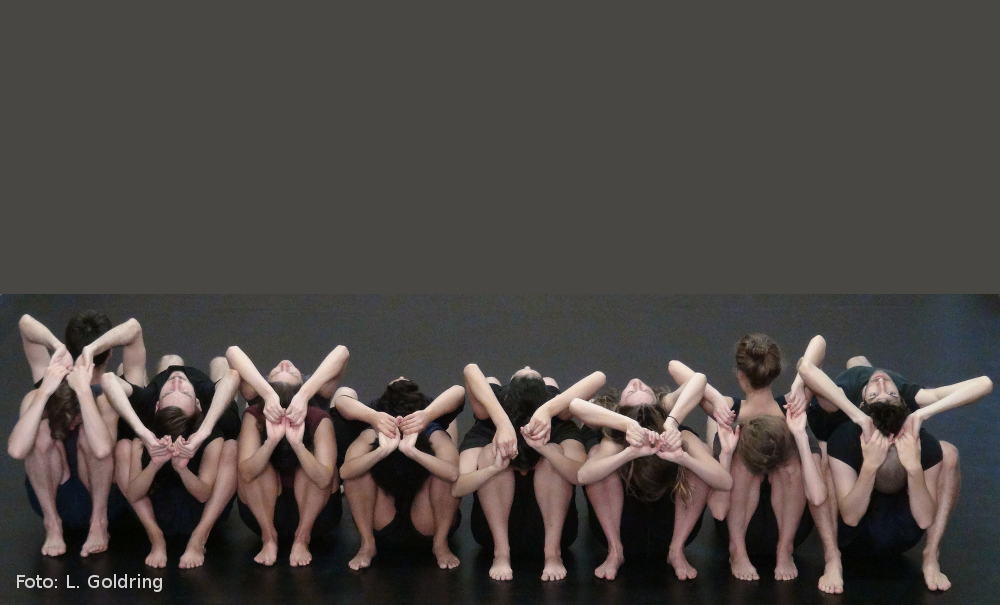
Collective Jumps

Schad leitete 2007 das Mentoring-Projekt Tanztage Berlin, kreierte Bach für zwei Tänzer in Sofia, das dort im Red House Sofia ins Repertoire übernommen wurde, und ihr Solo Ohne Worte. 2008 entstand in Zusammenarbeit mit Laurent Goldring das Projekt Unturtled #1-4. Des Weiteren entstanden neue Community-Projekte, unter anderem Tüddeldüddel-Lüd in Hamburg, das beim Tanzkongress 2009 wieder aufgenommen wurde.
In den Jahren 2010 und 2011 entstanden die Gruppenstücke Glazba und Musik für je 14 Tänzer, Communicare für 25 Tänzer in Lima, Experience # 0.1 für 20 Tänzer in Bogota, Experience # 0.2 in Lagos für 10 Tänzer. 2011/2012 erarbeitete sie Experience # 0.3 für 3 bulgarische Tänzer; eine Zusammenarbeit mit dem Goethe-Institut Sofia.
In ihrer choreografischen Gruppenarbeit Experience#1 untersuchte Schad gemeinsam mit 26 Tänzern aus 11 Ländern die Zusammenhänge zwischen embryonalen Entwicklungsmustern, deren Bewegungsrichtungen, Faltungen, Ausstülpungen in ihren raum-zeitlichen Verhältnissen. Das Stück war zuletzt bei der Tanznacht Berlin im August 2012 zu sehen. Im Rahmen des Projekts „heute: Volkstanzen“ entwickelte sie 2013 eine Choreographie für K3 in Hamburg.
In den Jahren 2012 und 2013 kamen ihre Soloprojekte Der Bau in Valenciennes und Form und Masse  in Berlin zur Premiere mit anschließenden internationalen Aufführungen. Ihre Arbeiten Der Bau, Still Lives und California Roll wurden 2014 zur Internationalen Tanzplattform Deutschland in Hamburg eingeladen sowie 2006 in Stuttgart und 2008 in Hannover.
2014 choreographierte Schad in Zusammenarbeit mit dem kroatischen Regisseur Sasa Bozic und dem bildenden Künstler Laurent Goldringfür das Gruppenstück Der Bau – Gruppe für 12 Performer. Das Stück wurde 2019 als Version für Kinder beim Purple-Tanzfestival und Junges Tanzhaus NRW erarbeitet. 2014 kam ihre Gruppenchoreographie Collective Jumps im Hebbel am Ufer (HAU) und in einer lokalen Version in Poznań heraus, wozu weitere lokale Versionen entstanden, u. a. auf Kampnagel in Hamburg und am Deutschen Kulturinstitut in Timișoara (Rumänien). Die Werkschau On Visibility and Amplifications im HAU stellte die künstlerische Zusammenarbeit von Isabelle Schad und Laurent Goldring vor. Die Soloarbeit Fugen hatte im HAU Premiere und wurde anschließend in Moving in November in Helsinki und im NEXT Festival in Valenciennes gezeigt.
2016 wurde ihr Gruppenstück Pieces and Elements im Hebbel am Ufer in Berlin uraufgeführt und war auch im Pact-Zollverein in Essen und in der Berlinischen Galerie zu sehen. 2017 entstanden die beiden Porträts Double Portrait und Turning Solo. Ihre 2018 entwickelte performative Ausstellung Inside Out hatte bei Tanz im August Berlin Premiere. Ihre Trilogie zu kollektiven Körpern wurde 2019 mit der Uraufführung des Stückes Reflection (HAU1 Berlin) abgeschlossen.

## Künstlerischer Stil
Schads Arbeit befindet sich an der Schnittstelle zwischen Tanz, Performance und Bildender Kunst. Im Mittelpunkt steht die Gruppenarbeit, wobei Körper und Bewegungen auf ihre Materialität, Prozesshaftigkeit und Erfahrbarkeit untersucht, körperliche Praxis als Ort für Lernprozesse, Gemeinschaft und politischer Teilhabe betrachtet werden. Sie orientiert sich an somatischer Körperpraxis wie Body-Mind Centering, maßgeblich beeinflusst durch einen Embryologie-Workshop mit Bonnie Bainbridge Cohen. Shiatsu und asiatische Bewegungslehren wie u. a. Meridian-Arbeit, Aikido-Zen und Qigong sind wichtige Elemente ihres künstlerischen Ausdrucks. Bezüge zwischen westlichen und östlichen Denkweisen spiegeln sich in ihren Solo- und Gruppenarbeiten wider.
Auch wird Gemeinschaftsbildung im Tanz und der Körper als Ort des Widerstands formuliert und dabei Norm, Konkurrenz, Disziplin, Konformität und der Status kollektiver Prozesse untersucht sowie der kollektive Körper auf seine viszerale und kognitive Dimension untersucht. Mehrfach arbeitete sie mit dem bildenden Künstler Laurent Goldring zusammen.